# 수정체
수정체(水晶體, crystalline lens)는 빛을 굴절시켜 망막에 상을 맺히게 하는 눈의 한 부분이다.
세포가 변화한 섬유로 만들어진 투명한 양면볼록의 구조이다. 초점을 맞추기 위해서는 수정체의 곡률을 바꾸는데, 그때 수정체 뒷면은 거의 변화하지 않고 앞면의 곡률이 변화한다. 수정체 앞쪽, 각막 사이의 강소(腔所)를 전안방(前眼房)이라 하며, 안방수(림프)가 가득 들어 있다. 뒤쪽 망막 사이의 강소는 유리체가 채워져 있는데, 이것은 가느다란 섬유를 함유한 점성이 높은 액체이다. 수정체의 투명도를 상실해가는 병을 백내장이라 한다.
수정체 이상인 경우 초점이 맺히는 거리에 따라 원시나 근시가 될 수 있다.

## 임상학적 중요성
- 백내장은 수정체가 불투명해지는 현상이다.
- 노안은 나이와 관련된 원근 조절기능의 소실이며, 안구가 가까운 물체에 초점을 맞추기 불가능한 상태이다.
- 수정체 편위는 수정체가 정상 위치에서 벗어나 위차 이상이 있는 것을 말한다.
- 무수정체는 안구에 수정체가 없는 것을 말한다. 수술이나 상해의 결과이거나 선천적인 이유에서 비롯된다.

## 같이 보기
- 렌즈
- 눈